# Pimpla rubripes
Pimpla rubripes là một loài tò vò trong họ Ichneumonidae.